# Смирных, Василий Анатольевич
Василий Анатольевич Смирных (17 февраля 1970 года, Тихорецк, Краснодарский край, СССР) — советский и белорусский футболист, судья и тренер.

## Биография
Воспитанник ставропольского футбола. Начинал карьеру в черкесском «Нарте». В 1990 году попал в минское «Динамо», но играл он только за дубль. До этого служил в армии. Позднее Смирных выступал в других белорусских командах, а также в клубах из Польши и Казахстана. Свой последний сезон в местной элите провёл в составе «Немана», с которым он стал вице-чемпионом.
После завершения карьеры некоторое время работал судьёй. В качестве рефери в 2010 году отработал на четырёх матчах Премьер-Лиги.
В 2011 году Смирных начал свою тренерскую карьеру в команде белорусского второго дивизиона «Славянин». Позднее коллектив переехал в Минский район и получил имя «Ошмяны-БГУФК». В 2016 году клуб вышел в Первую лигу, но показывать достойный результат «Ошмянам» не удавалось. Осенью наставник уступил должность главного тренера Антуану Майорову.
Позднее Смирных вернулся в Россию. На данный момент он живёт и работает в Геленджике.

## Достижения
- Обладатель Кубка Беларуси (2): 1994/95, 1996/97.
- Серебряный призёр чемпионата Белоруссии (3): 1993/94, 1997, 2002.
- Бронзовый призёр чемпионата Беларуси (4): 1992/93, 1994/95, 1996, 1998
- Финалист Кубка Содружества (1): 1993.